# This Is the Day (Christy Moore)
This Is the Day è un CD di Christy Moore, pubblicato dalla Columbia/Sony Records nel 2001. Il disco fu registrato al The Mill di Ballycallan (contea di Kilkenny in Irlanda), al Pulse Studios di Dublino ed al Westland Studios di Dublino (Irlanda).

## Tracce
1. How Long – 3:56 (Jackson Browne)
2. So Do I – 4:19 (Wally Page)
3. Johnny Don't Go – 2:58 (John Spillane)
4. Veronica – 4:19 (Christy Moore, Donal Lunny, Declan Sinnott)
5. Jack Doyle (AKA The Contender) – 3:52 (Jimmy MacCarthy)
6. Companeros – 4:13 (Ewan McColl)
7. Cry Like a Man – 4:11 (Dan Penn)
8. A Stitch in Time – 3:12 (Mike Waterson)
9. Victor Jara – 3:32 (Arlo Guthrie, Adrian Mitchell)
10. Scallcrows – 4:13 (Christy Moore, Donal Lunny, Declan Sinnott)
11. The Pipers Path – 2:33 (Lal Waterson, Chris Collins)

## Musicisti
- Christy Moore - voce, chitarra
- Donal Lunny - bouzouki, bodhrán, tastiere, percussioni, chitarra, accompagnamento vocale, hidebojangle
- Declan Sinnott - chitarra acustica, chitarra spagnola, dobro, chitarra elettrica, percussioni, accompagnamento vocale[1]